# Miroslav Baranek
Miroslav Baranek (ur. 10 listopada 1973 w Hawierzowie) – piłkarz czeski grający na pozycji skrzydłowego lub napastnika.

## Kariera klubowa
Baranek jest wychowankiem klubu TJ Horní Suchá. Następnie został zawodnikiem klubu z rodzinnej miejscowości Hawierzów, Baníku Havirov. W 1992 roku trafił do zespołu z Ostrawy o nazwie TJ Vítkovice i wtedy też zadebiutował w pierwszej lidze czechosłowackiej. Następnie po utworzeniu ligi czeskiej jeszcze przez rok występował w Vítkovicach, ale spadł z tym klubem z ligi. Latem 1994 Baranek przeszedł do Sigmy Ołomuniec, ale pierwszy sezon nie był dla niego udany. Udanie spisał się za to w sezonie 1995/1996, gdy z 13 golami był najskuteczniejszym graczem Sigmy, która wywalczyła pierwsze w historii wicemistrzostwo Czech. W sezonie 1996/1997 wystąpił w Pucharze UEFA, ale w lidze Sigma zajęła dopiero 8. pozycję.
Latem 1997 roku Baranek przeniósł się do ówczesnego mistrza Czech, Sparty Praga. W niej podobnie jak w Sigmie grał w pierwszym składzie i awansował z nią do fazy grupowej Ligi Mistrzów oraz wywalczył swoje pierwsze mistrzostwo Czech. W 1999 roku powtórzył ten sukces, ale w eliminacjach do Ligi Mistrzów Sparta nie poradziła sobie z Dynamem Kijów. W sezonie 1999/2000 strzelił 10 goli dla Sparty i był drugim najlepszym strzelcem zespołu po Vratislavie Lokvencu (22 bramki) przyczyniając się do swojego trzeciego z rzędu mistrzostwa kraju, a dodatkowo dotarł ze Spartą do drugiej fazy grupowej LM.
Latem 2000 roku Baranek trafił do niemieckiego 1. FC Köln. W Bundeslidze zadebiutował 13 sierpnia w przegranym 1:2 meczu z FC Schalke 04. W zespole z Kolonii był jednak na ogół rezerwowym i strzelił 2 gole w sezonie, a FCK zajęło 10. miejsce w Bundeslidze. W sezonie 2001/2002 także spisał się poniżej oczekiwań i z Köln spadł z ligi.
W 2002 roku Baranek wrócił do Czech i ponownie został zawodnikiem Sparty, ale grał w niej tylko sporadycznie. W 2003 i 2005 miał niewielki udział w wywalczeniu mistrzostwa kraju, a w 2004 Pucharu Czech. Zimą 2005 Baranek przeszedł do FK Mladá Boleslav, gdzie spędził pół roku i pomógł zespołowi w utrzymaniu w lidze. W roku 2005 Baranek zostałem piłkarzem FK Jablonec 97. Po trzech latach gry w tej drużynie przeszedł do austriackiego Admira Wacker Mödling.
| Sezon   | Klub                  | Kraj    | Rozgrywki         | Mecze | Bramki |
| ------- | --------------------- | ------- | ----------------- | ----- | ------ |
| 1991/92 | Baník Havirov         | Czechy  | 2. liga ČSSR      | ?     | ?      |
| 1992/93 | TJ Vítkovice          | Czechy  | 1. liga ČSSR      | 22    | 2      |
| 1993/94 | TJ Vítkovice          | Czechy  | 1. liga ČSSR      | 21    | 0      |
| 1994/95 | Sigma Ołomuniec       | Czechy  | 1. liga           | 10    | 2      |
| 1995/96 | Sigma Ołomuniec       | Czechy  | 1. liga           | 26    | 13     |
| 1996/97 | Sigma Ołomuniec       | Czechy  | 1. liga           | 25    | 6      |
| 1997/98 | Sparta Praga          | Czechy  | 1. Gambrinus liga | 25    | 7      |
| 1998/99 | Sparta Praga          | Czechy  | 1. Gambrinus liga | 27    | 8      |
| 1999/00 | Sparta Praga          | Czechy  | 1. Gambrinus liga | 27    | 10     |
| 2000/01 | 1. FC Köln            | Niemcy  | Bundesliga        | 16    | 2      |
| 2001/02 | 1. FC Köln            | Niemcy  | Bundesliga        | 21    | 1      |
| 2002/03 | Sparta Praga          | Czechy  | 1. Gambrinus liga | 11    | 3      |
| 2003/04 | Sparta Praga          | Czechy  | 1. Gambrinus liga | 6     | 0      |
| 2004/05 | Sparta Praga          | Czechy  | 1. Gambrinus liga | 3     | 0      |
| 2004/05 | FK Mladá Boleslav     | Czechy  | 1. Gambrinus liga | 12    | 0      |
| 2005/06 | FK Jablonec 97        | Czechy  | 1. Gambrinus liga | 24    | 2      |
| 2006/07 | FK Jablonec 97        | Czechy  | 1. Gambrinus liga | 27    | 2      |
| 2007/08 | FK Jablonec 97        | Czechy  | 1. Gambrinus liga | 24    | 2      |
| 2008/09 | Admira Wacker Mödling | Austria | Erste Liga        | 5     | 0      |

## Kariera reprezentacyjna
W reprezentacji Czech Baranek zadebiutował 13 grudnia 1995 w wygranym 2:1 towarzyskim meczu z reprezentacji Kuwejtu. Swój ostatni mecz w kadrze rozegrał w 2002 roku, a łącznie wystąpił w niej w 17 spotkaniach, zdobywając pięć bramek.